# Jenera

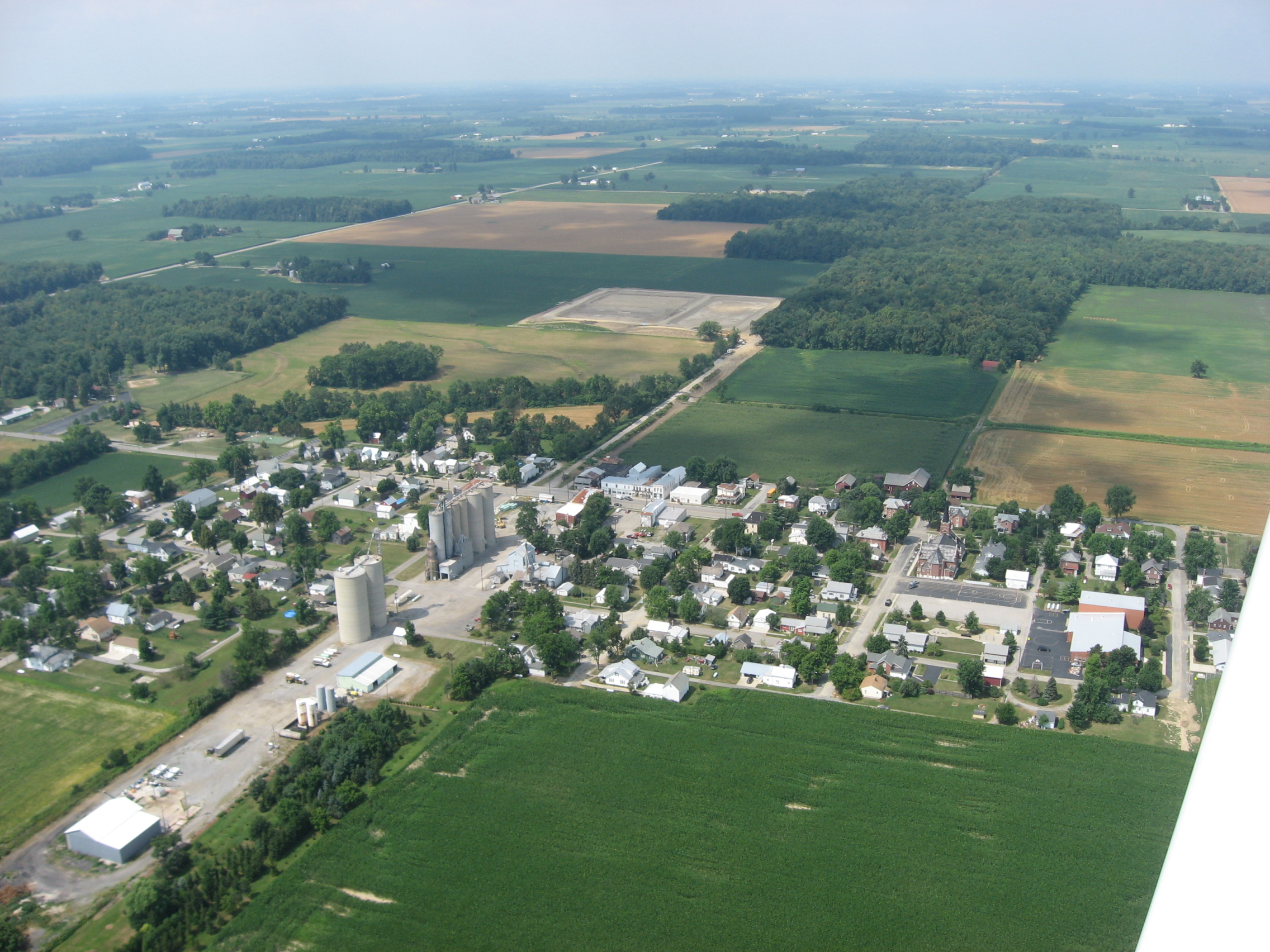
Jenera z lotu ptaka

Jenera – wieś w USA, w hrabstwie Hancock, w stanie Ohio. Jenera została założona w roku 1883, i nazwana została na cześć miejscowego lekarza dr AB Jennera.

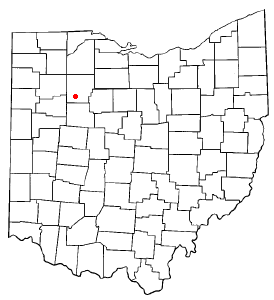
Jenera na planie stanu Ohio

W roku 2010, 28,1% mieszkańców było w wieku poniżej 18 lat, 9,4% było w wieku od 18 do 24 lat, 27,1% miało od 25 do 44 lat, 25,7% miało od 45 do 64 lat, 9,5% było w wieku 65 lat lub starszych. We wsi było 50,7% mężczyzn i 49,3% kobiet.
W roku 2010 wieś liczyła 221 mieszkańców, a w roku 2012 liczyła 224 mieszkańców.